# Marocchinate
Marocchinate (Italienska: "marockanernas gärning"; uttalas [marokkiˈnaːte]) är en term för de krigsbrott i form av massvåldtäkter, mord och tortyr som begicks i södra Italien efter Slaget om Monte Cassino 1944. Krigsbrotten begicks företrädesvis av de marockanska soldaterna från Franska Marocko under general Alphonse Juin, och begicks främst mot kvinnliga civilister, men även mot en minoritet manliga offer. Krigsbrotten fortsatte med kampanjen så långt norrut som Toscana. 